# 天使女子短期大学
天使女子短期大学（てんしじょしたんきだいがく、英語: Tenshi Junior College）は、北海道札幌市東区北13条東3に本部を置いていた日本の私立大学である。1950年に設置され、2004年に廃止された。大学の略称は天使短大。

## 概要

### 大学全体
- 北海道札幌市東区に所在した日本の私立短期大学で、設置主体は学校法人天使学園[1]。
- 国内で最初に認可された短期大学149校[注 1]の1校として、1950年に1学科体制で開学した[2]。のちに増設により2つの学科、専攻科を擁するようになった。
- 1999年度の入学生を最後に[注釈 2]、短期大学としての使命を終える。

### 建学の精神（校訓・理念・学是）
- 天使女子短期大学の学是は「愛をとおして真理へ」となっている。

### 教育および研究
- 看護学や食物栄養学に関する専門教育が行われており、いずれも隣接の天使病院で実習が行われていた。
- キリスト教系の短大だけあって、｢宗教学｣が開講されていた[4]。

### 学風および特色
- 1877年フランスに創立されたマリアの宣教者フランシスコ修道会が母体となっているため、キリスト教の思想に基づいた教育が行われていた。

## 沿革
- 1947年
  - 札幌天使女子厚生専門学校を創設。
- 1949年
  - 天使女子栄養学院を併設。
  - 10月 文部省[注釈 3]に短期大学[注 2]の設置認可に関する申請を行う[注 3]。なお、学科・専攻は以下の通りとなっている[注 4]。
    - 厚生学科 入学定員40名
- 1950年
  - 3月14日 左記を以て短期大学の設置が文部省[注釈 3]より認可される[10]出典[11]。
  - 4月1日 左記を以て天使厚生短期大学が以下の学科体制にて開学する[注 5]。
    - 厚生学科 入学定員40名
- 1951年
  - 2月28日 学校法人が成立する[14]。
- 1952年
  - 4月1日 以下の学科を増設する[注釈 4]。
    - 栄養科 入学定員50名[16]
- 1953年
  - 4月1日 天使女子短期大学に改称[注釈 4]。
- 1954年
  - 5月1日 学生数[17]/定員
    - 厚生科 103[注釈 5]/120
    - 栄養科 139[注釈 5]/100
- 1962年
  - 4月1日 栄養科の入学定員を50→100に増員[18]。
  - 5月1日 学生数[19]/定員
    - 厚生科 99[注釈 5]/120
    - 栄養科 184[注釈 5]/150
- 1965年
  - 1月21日 専攻科の設置が認められ、以下の課程を設ける[20]。
    - 厚生専攻 入学定員20名
- 1969年
  - 4月1日 厚生科を衛生看護学科に改称[21]。
  - 同 専攻科の厚生専攻を衛生看護学専攻に改称[22]。
- 1971年
  - 4月1日 栄養学科を食物栄養学科に改称[注 6]。
  - 5月1日 学生数[24]/定員
    - 衛生看護学科 119[注釈 5]/120
    - 食物栄養学科 237[注釈 5]/200
- 1990年
  - 4月1日 食物栄養学科の入学定員を40→50に増員[注 7]。
  - 5月1日 学生数[28]/定員
    - 衛生看護学科 146[注釈 5]/130
    - 食物栄養学科 232[注釈 5]/200
- 1992年
  - 5月1日 学生数[注 8]/定員
    - 衛生看護学科 156[注釈 5]/150
    - 食物栄養学科 221[注釈 5]/200
- 1999年
  - 4月1日 この年度で短期大学としての学生募集を最終とする[注釈 2]。
  - 5月1日 学生数[31]/定員
    - 衛生看護学科 168[注釈 5]/150
    - 食物栄養学科 234[注釈 5]/200
- 2004年
  - 1月30日 左記をもって正式に廃止とする[32]。

## 基礎データ

### 所在地
- 北海道札幌市東区北13条東3[注釈 1]

### 象徴
- 天使女子短期大学のカレッジマークに描かれていた絵・記号の意味[33]。
  - 十字架：イエス・キリストの愛
  - 「M」：マリアの頭文字
  - ロープ：理性と意志
  - 海：目的地へ向かう海路（道）
  - 星：道標である聖母マリアを象ったもの
  - 船：本短大の学生（人間）または本短大全体
- 大学歌は右記資料にあり[4]。

## 教育および研究

### 組織

#### 学科
- 食物栄養学科 入学定員100 名[注釈 6]
- 衛生看護学科 入学定員50 名[注釈 6]

#### 専攻科
- 衛生看護学専攻

#### 別科
- なし

#### 取得資格について[34]
資格
- 栄養士：食物栄養学科

受験資格
- 看護師：衛生看護学科
- 保健師・助産師：専攻科

教職課程
- 中学校教諭二種免許状
  - 家庭：食物栄養学科の学生を対象としていた。
  - 保健：食物栄養学科および衛生看護学科において設けられていた。
- 養護教諭二種免許状：衛生看護学科において設けられていた。
- 当初は中学校教諭ほか高等学校教諭免許状の教職課程を併設[35]。
  - 家庭：栄養科
  - 保健：栄養科および厚生科

### 研究
- 『天使女子短期大学紀要』[36]
- 『天使女子短期大学研究業績集』[37]

## 学生生活

### 部活動・クラブ活動・サークル活動
- 天使女子短期大学で活動していたクラブ活動[4]
  - 体育系：バレーボール・バドミントン・テニス・バスケットボールほか
  - 文化系：手話・華道・茶道・美術・箏曲・合唱・ボランティア・菓子研究ほか

### 学園祭
- 天使女子短期大学の学園祭は「天使祭」と呼ばれ、各学科の学習成果の発表及びクラブ活動が披露された[4]

## 大学関係者と組織

### 大学関係者一覧
歴代学長
- 近藤潤子

#### 出身者

##### 研究者
- 石川紀子 - 栄養学、天使大学看護栄養学部教授、放送大学卒
- 近藤潤子 - 助産学、天使厚生短期大学厚生科出身、学校法人天使学園理事長、天使大学初代学長
- 中村惠子 - 看護学、札幌市立大学元副学長、同看護学部教授

##### メディア
- 五十嵐いおり - アナウンサー（元北海道テレビ放送、現フリー）

## 施設

### キャンパス[4]。
- 1940年、外国人のシスターによりプラタナスの樹が校門前に植えられる。1984年地下鉄工事により移植されたものの、1990年の秋、道路拡張工事が終わると同時に再度植樹された
- 設備
  - 1963年 3号館増築
  - 1971年 4号館増築
  - 1976年 1号館（体育館）・2号館増改築
  - 1980年 5号館増築
  - 1987年 創立40周年を記念してチャペルを設置。

### 寮
- 特になし。

## 社会との関わり
- 1990年度より公開講座を行っていた[4]。

## 卒業後の進路について

### 編入学・進学実績
- 看護学科卒業生は、本短大専攻科に進学していた人も少なからずいた[4]。